# Jaromír Žák
Jaromír Žák (* 18. října 1942 Všechovice) byl český a československý politik Komunistické strany Československa, ministr průmyslu České socialistické republiky, předseda Státní plánovací komise a poslanec Sněmovny lidu Federálního shromáždění za normalizace.

## Biografie
Pocházel z dělnické rodiny. Pracoval v Chemických závodech československo-sovětského přátelství v Litvínově. Zde se vyučil a od roku 1960 byl členem KSČ. V roce 1966 absolvoval Vysokou školu ekonomickou v Praze. Pracoval potom v podniku ZPA Čakovice v oblasti ekonomiky práce, později na KNV pro Středočeský kraj v sektoru řízení místní výroby a služeb. V letech 1971–1974 byl pracovníkem federálního ministerstva financí. Bylo mu uděleno Vyznamenání Za vynikající práci.
V letech 1974-1982 působil jako pracovník Ústředního výboru Komunistické strany Československa, v letech 1982-1985 coby zástupce vedoucího ekonomického oddělení ÚV KSČ. XVII. sjezd KSČ ho zvolil za kandidáta Ústředního výboru Komunistické strany Československa. Do funkce člena ÚV KSČ byl převeden k 15. červnu 1989. Od roku 1985 zastával post ministra financí ČSSR ve čtvrté vládě Lubomíra Štrougala, páté vládě Lubomíra Štrougala a šesté vládě Lubomíra Štrougala. V letech 1988–1989 byl ministrem – předsedou Federálního cenového úřadu ve vládě Ladislava Adamce. Od června 1989 pak v této vládě usedl do funkce jejího místopředsedy. Zároveň získal portfolio ministra – předsedy Státní plánovací komise.
Ve volbách roku 1986 zasedl za KSČ do Sněmovny lidu (volební obvod č. 44 – Cheb, Západočeský kraj). Ve Federálním shromáždění setrval do konce funkčního období, tedy do svobodných voleb roku 1990. Netýkal se ho proces kooptací do Federálního shromáždění po sametové revoluci.